# Medal Jeńców Wojennych 1940–1945
Medal Jeńców Wojennych 1940–1945 (fr. Médaille du Prisonnier de Guerre 1940–1945, fl. Krijgsgevangenenmedaille 1940–1945) – belgijskie wojskowe odznaczenie państwowe, którym wyróżniano żołnierzy armii belgijskiej przebywających w niewoli w czasie II wojny światowej.

## Historia
Odznaczenie zostało ustanowione dekretem księcia regenta Belgii Karola w dniu 20 października 1947 roku w celu wyróżnienia oficerów i żołnierzy armii belgijskiej, którzy w okresie od 10 maja 1940 do 7 maja 1945 roku dostali się do niewoli niemieckiej i przebywali w obozach jenieckich.

## Zasady nadawania
Zgodnie z dekretem medal nadawany wszystkim oficerom i żołnierzom armii belgijskiej, którzy w okresie II wojny światowej dostali się do niewoli i przebywali w obozach jenieckich.
W zależności od długości pobytu w niewoli do medalu nadawano okucia w postaci wykonanych z brązu prostokątów. Pojedynczy prostokąt oznaczał 1 rok pobytu w niewoli.

## Opis odznaki
Odznakę medalu stanowi okrągły krążek o średnicy 38 mm, wykonany z brązu. Nad odznaką medalu umieszczona jest korona o wys. 25 mm.
W środkowej części awersu medalu jest umieszczony krzyż grecki z rozszerzającymi się na końcach ramionami, pomiędzy którymi znajdują się gałązki laurowe. W poziomie, po obu stronach ramiona znajdują się daty: 1940 i 1945. Na krzyżu umieszczony jest miecz ze złamanym ostrzem skierowanym do dołu. Na rewersie w okręgu, wykonanego z łańcucha, znajduje się rysunek wieży strażniczej; za nią jest widoczny płot z drutu kolczastego.
Medal zawieszony jest na wstążce koloru czarnego. Po bokach (obu stronach) znajdują się po trzy wąskie paski: czerwony, żółty i czerwony. Na wstążce umieszczano prostokąty wykonane z brązu; ich liczba była zależna od czasu pobytu w niewoli (prostokąt odpowiadał 12 miesiącom).